# Jakovlev Jak-1
Jakovlev Jak-1 (russisk: Яковлев Як-1) var et ensædet, sovjetisk jagerfly, der havde stor succes under 2. verdenskrigs første år. Flyet blev konstrueret af Alexander Sergejevitj Jakovlevs kontruktionsbureau og produceret i et antal af 8.700 styks.

## Brugere
Frankrig
- Frie Franskes Luftvåben

 Polen
- Polens luftvåben

 Sovjetunionen
- Sovjetunionens luftvåben

 Jugoslavien
- Jugoslaviens luftvåben

## Tilsvarende fly
- Curtiss P-40 Warhawk
- Grumman F4F Wildcat
- Hawker Hurricane
- Messerschmitt Bf 109
- Supermarine Spitfire
- Macchi C.202
- Mitsubishi A6M2
- Rogožarski IK-3